# Taranto Calcio 1906 1994-1995
Questa pagina raccoglie le informazioni riguardanti il Taranto Calcio 1906 nelle competizioni ufficiali della stagione 1994-1995.

## Stagione

### Precampionato
Per la stagione 1994-1995, la seconda consecutiva degli ionici nel Campionato Nazionale Dilettanti, la società ingaggia dei giocatori dalle serie superiori, alcuni con alle spalle anche militanze in Serie B: il centrocampista Massimo De Solda, già tesserato del precedente Taranto F.C. nel biennio 1988-90, la punta Loriano Cipriani, da affiancare al compagno di reparto Aruta in rosa dall'anno precedente, il portiere Luigi Imparato e il fantasista Piero Caputo.
Come allenatore viene inizialmente ingaggiato Gino Castiello, che si dimette durante il ritiro precampionato venendo sostituito da Lamberto Leonardi; anche quest'ultimo, dopo il ritiro lascia il club assieme al direttore sportivo Mino Manta. Infine la dirigenza rossoblù affida la panchina a Ivo Iaconi, già tecnico della Sambenedettese in Serie C1 nella stagione 1992-1993, che assume la guida della squadra una settimana prima dell'inizio del campionato; il nuovo ds è Vittorio Galigani.
Nell'anno agonistico 1994-95, a differenza delle serie professionistiche che inaugurano la norma dei tre punti per vittoria, almeno i campionati dilettantistici italiani continuano a rispettare la regola dei due punti ottenuti per una gara vinta.

### Il campionato e la poule scudetto
Nel girone d'andata il Taranto raccoglie 24 punti, frutto di 11 vittorie, 2 pareggi esterni e 4 sconfitte (la prima di queste è il 2-1 subito sul campo della Caivanese nella 4ª giornata, incontro segnato da disordini in campo e sugli spalti, causati da pubblico e squadra locali, con la rete finale viziata da una carica al portiere rossoblù Imparato).
Dopo la quarta gara persa, 4-2 in casa della Scafatese nell'ultimo turno di andata, la dirigenza ionica estromette dalla rosa i giocatori Longo, Giacalone, Gigliotti e Dal Canto; dall'Ancona di serie cadetta è acquistato il difensore massafrese Salvatore Mazzarano, che con i marchigiani ha disputato anche un campionato in Serie A.
Nel frattempo, a novembre la formazione rossoblù è stata eliminata ai sedicesimi di finale di Coppa Italia Dilettanti dal San Severo, dopo aver superato i primi due turni.
I pugliesi vengono sconfitti anche nella prima gara di ritorno, il 7 gennaio 1-0 in casa della Cavese. Successivamente, dopo quattro vittorie consecutive la squadra di Iaconi perde in casa 1-2 contro il Toma Maglie: rimarrà l'unico confronto perso fra le mura amiche in tutta la stagione agonistica. Alla fine del secondo girone il Taranto ha totalizzato 22 partite vinte, 5 pareggiate, tutte fuori casa, e 7 perse; l'ultima di queste è stata l'1-0 esterno ad opera dell'Altamura in penultima giornata, al cui termine gli ionici sono stati comunque matematicamente promossi in Serie C2 a causa della contestuale sconfitta del Cerignola secondo in classifica, a Pozzuoli. L'undici rossoblù, con i suoi 49 punti ha infine staccato gli ofantini di tre lunghezze.
Nella poule scudetto, dopo aver eliminato Catania e Viterbese rispettivamente in preliminare e semifinale, il Taranto batte in finale il Tolentino aggiudicandosi lo scudetto nazionale Dilettanti. Fra andata e ritorno gli ionici sono andati in rete per 9 volte, a fronte di 1 solo goal messo a segno dai cremisi marchigiani.

### Bilanci e statistiche
Considerata anche la Coppa Italia, la formazione ionica ha vinto 21 dei 23 incontri disputati in casa (oltre alla suddetta sconfitta rimediata con il Maglie in 23ª giornata, ha pareggiato 1-1 con il San Severo in Coppa Italia Dilettanti), totalizzando 85 goal a fronte dei 41 subiti; nel girone H gli uomini di Iaconi hanno ricavato la seconda miglior differenza reti, pari a 32, dopo i 35 del Cerignola.
Cannoniere del Taranto è Aruta che ha collezionato 27 marcature, di cui una in Coppa Italia e otto nella poule scudetto; a seguirlo Cipriani con 24 reti (cinque segnate nella poule scudetto e uno in Coppa Italia). Soddisfacente per sportivi e critica la stagione del fantasista Caputo, tra l'altro autore di 14 goal inclusi otto rigori; suo anche il penalty del definitivo 1-0 nello scontro diretto col il Cerignola in quintultima giornata.

## Divise e sponsor
Le divise per la stagione 1994-1995 sono state le seguenti:
| Casa | Trasferta | Alternativa |

Lo sponsor ufficiale è stato Borsci San Marzano, lo sponsor tecnico NAAX.

## Organigramma societario
Area direttiva
- Presidente: Pasquale Ruta
- Presidente onorario: Salvatore Ruta
- Vice presidente: Gaspare Cardamone
- Direttore generale: Leonardo Simonetti

Area organizzativa
- Segretario: Michele Chirico

Area tecnica
- Direttore sportivo: Mino Manta dimessosi dopo il ritiro precampionato, poi Vittorio Galigani
- Allenatore: Gino Castiello dimessosi durante il ritiro, poi Lamberto Leonardi dimessosi dopo il ritiro precampionato, infine Ivo Iaconi
- Allenatore in seconda: Graziano Gori
- Supervisore tecnico: Alfredo Napoleoni
- Preparatore/i atletico/i: Fulvio Vannucchi
- Preparatore dei portieri: Gianfranco Degli Schiavi

Area sanitaria
- Medico sociale: Adeo Ostillio
- Massaggiatori: Palmino Fedele

## Rosa
| N. |                   | Ruolo | Calciatore                    |
| -- | ----------------- | ----- | ----------------------------- |
|    | Italia (bandiera) | A     | Sossio Aruta                  |
|    | Italia (bandiera) | C     | Massimiliano Calcagno         |
|    | Italia (bandiera) | D     | Giuseppe Candita              |
| 10 | Italia (bandiera) | C     | Piero Caputo                  |
|    | Italia (bandiera) | A     | Loriano Cipriani              |
|    | Italia (bandiera) | D     | Marco Carrozzo                |
|    | Italia (bandiera) |       | D'Elia                        |
|    | Italia (bandiera) | P     | Roberto Dal Canto             |
|    | Italia (bandiera) | D     | Andrea De Gregorio (capitano) |
|    | Italia (bandiera) | P     | Giuseppe De Milato            |
|    | Italia (bandiera) | C     | Massimo De Solda              |
|    | Italia (bandiera) | P     | Francesco Fabrizio            |
|    | Italia (bandiera) | C     | Angelo Giacalone              |
|    | Italia (bandiera) | C     | Francesco Gigliotti           |
|    | Italia (bandiera) | D     | Giuseppe Giudetti             |
| 1  | Italia (bandiera) | P     | Luigi Imparato                |

| N. |                   | Ruolo | Calciatore          |
| -- | ----------------- | ----- | ------------------- |
|    | Italia (bandiera) | C     | Francesco Latartara |
|    | Italia (bandiera) | C     | Stefano Longo       |
|    | Italia (bandiera) | D     | Vincenzo Maiuri     |
|    | Italia (bandiera) | C     | Domenico Martello   |
| 5  | Italia (bandiera) | D     | Salvatore Mazzarano |
|    | Italia (bandiera) | P     | Luigi Mennella      |
|    | Italia (bandiera) | D     | Luigi Panarelli     |
|    | Italia (bandiera) | C     | Tommaso Pernisco    |
|    | Italia (bandiera) | C     | Fabio Quaranta      |
|    | Italia (bandiera) | C     | Vincenzo Rizzi      |
|    | Italia (bandiera) | A     | Fabio Simonetti     |
|    | Italia (bandiera) | C     | Giuseppe Stante     |
|    | Italia (bandiera) | D     | Domenico Surace     |
|    | Italia (bandiera) | D     | Aloisio Tallilli    |
|    | Italia (bandiera) | A     | Gianluca Triuzzi    |

## Risultati

### Campionato

#### Girone di andata
| Arbitro: | Cavuoti (Vasto) |

|            |           |  |
| Caputo 24’ | Marcatori |  |

| Arbitro: | Cirone (Palermo) |

|  |           |                               |
|  | Marcatori | 26’ Aruta 90+3’ (rig.) Caputo |

| Arbitro: | Gemellaro (Bologna) |

|                               |           |  |
| Aruta 18’ Caputo 45+1’ (rig.) | Marcatori |  |

| Arbitro: | Rotondi (Piombino) |

|                          |           |                  |
| Capasso 22’ Bizzarro 49’ | Marcatori | 24’ (rig.) Aruta |

| Arbitro: | Morganti (Ascoli Piceno) |

|                                                |           |                |
| Caputo 64’ Cipriani 71’ Aruta 86’ Carrozzo 90’ | Marcatori | 74’ De Martino |

| Arbitro: | Sammarini (Ciampino) |

|  |           |              |
|  | Marcatori | 65’ Cipriani |

| Arbitro: | Femminini (Roma) |

|                             |           |                      |
| Cipriani 43’ Aruta 62', 77’ | Marcatori | 38’ Renna 81’ Epomeo |

| Arbitro: | Gasparoni (Ancona) |

|            |           |  |
| Bianco 75’ | Marcatori |  |

| Arbitro: | Tomasi (Conegliano Veneto) |

|                                |           |           |
| Caputo 14’ (rig.) Cipriani 37’ | Marcatori | 60’ Russo |

| Arbitro: | Papini (Perugia) |

|                                      |           |           |
| Pizzuto 39', 88’ Pascazio 78’ (rig.) | Marcatori | 64’ Aruta |

| Arbitro: | Cavuoti (Vasto) |

|  |           |            |
|  | Marcatori | 51’ Caputo |

| Arbitro: | Pozzi (Como) |

|                                                |           |  |
| Caputo 14’ (rig.) De Gregorio 24’ Cipriani 47’ | Marcatori |  |

| Arbitro: | Battaglia (Messina) |

|                          |           |                              |
| Vurchio 19’ Lopriore 51’ | Marcatori | De Solda 26’ De Gregorio 61’ |

| Arbitro: | Nicotera (Aprilia) |

|                                                          |           |  |
| Musella 10’ (aut.) Cipriani 55’, 82’ (rig.) Pernisco 80’ | Marcatori |  |

| Arbitro: | Fuschi (Pescara) |

|                       |           |                |
| Pellegrino 37’ (rig.) | Marcatori | 9’ De Gregorio |

| Arbitro: | Rossi (Arezzo) |

|                                      |           |  |
| Cipriani 4’ Aruta 41', 47', 76', 79’ | Marcatori |  |

| Arbitro: | Foschetti (Roma) |

|                                            |           |                        |
| Izzillo 4', 74’ Vitaglione 41’ Di Maio 97’ | Marcatori | 34’ Cipriani 66’ Longo |

#### Girone di ritorno
| Arbitro: | Esposito (Trapani) |

|                |           |  |
| Sorrentino 82’ | Marcatori |  |

| Arbitro: | Sebastianelli (Ciampino) |

|                                        |           |                     |
| Aruta 9', 78’ Mazzarano 58’ Caputo 82’ | Marcatori | 39', 88’ Ventresini |

| Arbitro: | Di Cicco (Albano Laziale) |

|  |           |                             |
|  | Marcatori | 12’ (rig.) Caputo 22’ Aruta |

| Arbitro: | Contini (Forlì) |

|                        |           |              |
| Cipriani 13’ Aruta 41’ | Marcatori | 70’ Landolfo |

| Arbitro: | Saccani (Mantova) |

|  |           |            |
|  | Marcatori | 28’ Caputo |

| Arbitro: | Ortu (Cagliari) |

|             |           |                            |
| Cipriani 8’ | Marcatori | 16’ Rizzo 23’ Prisciandaro |

| Gallipoli 25 febbraio 1995 24ª giornata | Nardò            | 0 – 0 | Taranto | Stadio Antonio Bianco\| Arbitro: \| Femminini (Roma) \| |
| Arbitro:                                | Femminini (Roma) |       |         |                                                         |

| Arbitro: | Cassarà (Palermo) |

|                     |           |  |
| Cipriani 34’ (rig.) | Marcatori |  |

| Salerno 11 marzo 1995 26ª giornata | Pro Salerno              | 0 – 0 | Taranto | Stadio Donato Vestuti\| Arbitro: \| Pistoli Alunni (Foligno) \| |
| Arbitro:                           | Pistoli Alunni (Foligno) |       |         |                                                                 |

| Arbitro: | Cirone (Palermo) |

|                          |           |  |
| Mazzarano 25’ Caputo 89’ | Marcatori |  |

| Arbitro: | Pozzi (Como) |

|                                               |           |            |
| Aruta 23’ Cipriani 56', 73’ Caputo 67’ (rig.) | Marcatori | 59’ Romano |

| Arbitro: | Gazzi (Roma) |

|  |           |                        |
|  | Marcatori | 22’ Aruta 54’ Cipriani |

| Arbitro: | Fraracci (Reggio Emilia) |

|                   |           |  |
| Caputo 84’ (rig.) | Marcatori |  |

| Arbitro: | Rossi (Rimini) |

|              |           |               |
| Sarnelli 36’ | Marcatori | 56’ Panarelli |

| Arbitro: | Cimini (Roma) |

|                           |           |             |
| Simonetti 9’ Cipriani 15’ | Marcatori | 84’ Codazzo |

| Arbitro: | Ponzio (Vercelli) |

|                |           |  |
| Angelastro 24’ | Marcatori |  |

| Arbitro: | Lambertini (Bologna) |

|                             |           |                          |
| Cipriani 56', 62’ Aruta 77’ | Marcatori | 38’ Palmieri 68’ Izzillo |

#### Poule scudetto

##### Turno preliminare
| Arbitro: | Raccichini (Voghera) |

|                                  |           |                       |
| Bonanno 10’ Mosca 56’ Marino 49’ | Marcatori | 3’ Aruta 8’ Latartara |

| Arbitro: | Feroni (Terni) |

|                         |           |  |
| Mazzarano 63’ Aruta 77’ | Marcatori |  |

##### Semifinale
| Arbitro: | Saccani (Mantova) |

|                                                    |           |                   |
| Cipriani 28’, 45’, 81’ Aruta 38’ Caputo 70’ (rig.) | Marcatori | 57’ (rig.) Ghezzi |

| Arbitro: | Dondarini (Bologna) |

|               |           |                         |
| Trappetti 78’ | Marcatori | 12’ Mazzarano 40’ Aruta |

##### Finale
| Arbitro: | De Paola (Torre Annunziata) |

|                                                       |           |  |
| Mazzarano 70’ (rig.) Cipriani 10’, 23’ Aruta 12’, 80’ | Marcatori |  |

| Arbitro: | Papini (Perugia) |

|          |           |                                                 |
| Maci 28’ | Marcatori | 46’, 78’ Aruta 49’ Simonetti 49’ (aut.) Damiani |

### Coppa Italia

#### Primo Turno
| Martina Franca 28 agosto 1994 1ª giornata | Martina          | 0 – 0 | Taranto | Stadio Giuseppe Domenico Tursi\| Arbitro: \| Boccia (Potenza) \| |
| Arbitro:                                  | Boccia (Potenza) |       |         |                                                                  |

| Arbitro: | Tampone (Moliterno) |

|               |           |  |
| Simonetti 35’ | Marcatori |  |

#### Secondo turno
| Arbitro: | Liberatore (Chieti) |

|                              |           |             |
| De Gregorio 34’ Cipriani 59’ | Marcatori | 67’ Germano |

| Rotonda (Italia) 26 ottobre 1994 ritorno | Rotonda                     | 0 – 0 | Taranto | Stadio Giovanni Di Sanzo\| Arbitro: \| Altomonte (Reggio Calabria) \| |
| Arbitro:                                 | Altomonte (Reggio Calabria) |       |         |                                                                       |

#### Sedicesimi di finale
| Arbitro: | Cellesi (Benevento) |

|           |           |              |
| Aruta 16’ | Marcatori | 47’ De Palma |

| Arbitro: | Ardito (Bari) |

|            |           |  |
| Casano 88’ | Marcatori |  |

## Statistiche

### Statistiche di squadra
| Competizione            | Punti | In casa | In casa | In casa | In casa | In casa | In casa | In trasferta | In trasferta | In trasferta | In trasferta | In trasferta | In trasferta | Totale | Totale | Totale | Totale | Totale | Totale | DR  |
| Competizione            | Punti | G       | V       | N       | P       | Gf      | Gs      | G            | V            | N            | P            | Gf           | Gs           | G      | V      | N      | P      | Gf     | Gs     | DR  |
| ----------------------- | ----- | ------- | ------- | ------- | ------- | ------- | ------- | ------------ | ------------ | ------------ | ------------ | ------------ | ------------ | ------ | ------ | ------ | ------ | ------ | ------ | --- |
| Camp. Naz. Dilettanti   | 49    | 17      | 16      | 0       | 1       | 44      | 13      | 17           | 6            | 5            | 6            | 17           | 16           | 34     | 22     | 5      | 7      | 61     | 29     | +32 |
| Poule scudetto          |       | 3       | 3       | 0       | 0       | 12      | 1       | 3            | 2            | 0            | 1            | 8            | 5            | 6      | 5      | 0      | 1      | 20     | 9      | +11 |
| Coppa Italia Dilettanti |       | 3       | 2       | 1       | 0       | 4       | 2       | 3            | 0            | 2            | 1            | 0            | 1            | 6      | 2      | 3      | 1      | 4      | 3      | +1  |
| Totale                  |       | 23      | 21      | 1       | 1       | 60      | 16      | 23           | 8            | 7            | 8            | 25           | 22           | 46     | 29     | 8      | 9      | 85     | 41     | +44 |

### Statistiche dei giocatori
| Giocatore      | Campionato Nazionale Dilettanti | Campionato Nazionale Dilettanti | Campionato Nazionale Dilettanti | Campionato Nazionale Dilettanti | Poule Scudetto | Poule Scudetto | Poule Scudetto | Poule Scudetto | Coppa Italia Dilettanti | Coppa Italia Dilettanti | Coppa Italia Dilettanti | Coppa Italia Dilettanti | Totale   | Totale | Totale      | Totale     |
| Giocatore      | Presenze                        | Reti                            | Ammonizioni                     | Espulsioni                      | Presenze       | Reti           | Ammonizioni    | Espulsioni     | Presenze                | Reti                    | Ammonizioni             | Espulsioni              | Presenze | Reti   | Ammonizioni | Espulsioni |
| -------------- | ------------------------------- | ------------------------------- | ------------------------------- | ------------------------------- | -------------- | -------------- | -------------- | -------------- | ----------------------- | ----------------------- | ----------------------- | ----------------------- | -------- | ------ | ----------- | ---------- |
| S. Aruta       | 25                              | 18                              | 0                               | 0                               | 6              | 8              | 1              | 0              | 6                       | 1                       | ?                       | ?                       | 37       | 27     | 1+          | 0+         |
| M. Calcagno    | 29                              | 0                               | 0                               | 0                               | 1              | 0              | 0              | 0              | 2                       | 0                       | ?                       | ?                       | 32       | 0      | 0+          | 0+         |
| G. Candita     | 19                              | 0                               | 0                               | 0                               | 2              | 0              | 0              | 0              | 5                       | 0                       | ?                       | ?                       | 26       | 0      | 0+          | 0+         |
| P. Caputo      | 22                              | 13                              | 0                               | 0                               | 6              | 1              | 1              | 0              | 3                       | 0                       | ?                       | ?                       | 31       | 14     | 1+          | 0+         |
| M. Carrozzo    | 10                              | 1                               | 2                               | 0                               | 0              | 0              | 0              | 0              | 2                       | 0                       | ?                       | ?                       | 12       | 1      | 2+          | 0+         |
| L. Cipriani    | 31                              | 18                              | 1                               | 0                               | 3              | 4              | 0              | 0              | 2                       | 1                       | ?                       | ?                       | 36       | 23     | 1+          | 0+         |
| D'Elia         | 1                               | 0                               | 1                               | 0                               | 0              | 0              | 0              | 0              | 0                       | 0                       | 0                       | 0                       | 1        | 0      | 1           | 0          |
| R. Dal Canto   | 5                               | -1                              | 0                               | 0                               | 0              | 0              | 0              | 0              | 0                       | 0                       | 0                       | 0                       | 5        | -1     | 0           | 0          |
| A. De Gregorio | 29                              | 3                               | 0                               | 0                               | 6              | 0              | 0              | 0              | 6                       | 1                       | ?                       | ?                       | 41       | 4      | 0+          | 0+         |
| G. De Milato   | 7                               | -3                              | 0                               | 0                               | 1              | 0              | 0              | 0              | 1                       | -1                      | ?                       | ?                       | 9        | -4     | 0+          | 0+         |
| M. De Solda    | 23                              | 1                               | 0                               | 0                               | 0              | 0              | 0              | 0              | 1                       | 0                       | ?                       | ?                       | 24       | 1      | 0+          | 0+         |
| F. Fabrizio    | 17                              | -?                              | 0                               | 0                               | 0              | 0              | 0              | 0              | 0                       | 0                       | 0                       | 0                       | 17       | 0+     | 0           | 0          |
| A. Giacalone   | 2                               | 0                               | 0                               | 0                               | -              | -              | -              | -              | 2                       | 0                       | ?                       | ?                       | 4        | 0      | 0+          | 0+         |
| F. Gigliotti   | 13                              | 0                               | 0                               | 0                               | 0              | 0              | 0              | 0              | 3                       | 0                       | ?                       | ?                       | 16       | 0      | 0+          | 0+         |
| G. Giudetti    | 10                              | 0                               | 0                               | 0                               | 5              | 0              | 2              | 0              | 3                       | 0                       | ?                       | ?                       | 18       | 0      | 2+          | 0+         |
| L. Imparato    | 32                              | -25                             | 0                               | 0                               | 6              | -6             | 0              | 0              | 5                       | -2                      | ?                       | ?                       | 43       | -33    | 0+          | 0+         |
| F. Latartara   | 30                              | 0                               | 0                               | 0                               | 6              | 1              | 0              | 0              | 5                       | 0                       | ?                       | ?                       | 41       | 1      | 0+          | 0+         |
| S. Longo       | 12                              | 1                               | 0                               | 0                               | -              | -              | -              | -              | 2                       | 0                       | ?                       | ?                       | 14       | 1      | 0+          | 0+         |
| V. Maiuri      | 33                              | 0                               | 0                               | 0                               | 2              | 0              | 0              | 0              | 4                       | 0                       | ?                       | ?                       | 39       | 0      | 0+          | 0+         |
| D. Martello    | 16                              | 0                               | 2                               | 1                               | 2              | 0              | 1              | 0              | 5                       | 0                       | ?                       | ?                       | 23       | 0      | 3+          | 1+         |
| S. Mazzarano   | 13                              | 2                               | 0                               | 0                               | 4              | 3              | 1              | 0              | -                       | -                       | -                       | -                       | 17       | 5      | 1           | 0          |
| L. Mennella    | 1                               | -?                              | 0                               | 0                               | 0              | 0              | 0              | 0              | 0                       | 0                       | 0                       | 0                       | 1        | 0+     | 0           | 0          |
| L. Panarelli   | 12                              | 1                               | 0                               | 0                               | 5              | 0              | 1              | 0              | 3                       | 0                       | ?                       | ?                       | 20       | 1      | 1+          | 0+         |
| T. Pernisco    | 25                              | 1                               | 0                               | 0                               | 6              | 0              | 1              | 0              | 3                       | 0                       | ?                       | ?                       | 34       | 1      | 1+          | 0+         |
| F. Quaranta    | 1                               | 0                               | 0                               | 0                               | 0              | 0              | 0              | 0              | 0                       | 0                       | 0                       | 0                       | 1        | 0      | 0           | 0          |
| V. Rizzi       | 2                               | 0                               | 2                               | 2                               | 0              | 0              | 0              | 0              | 3                       | 0                       | ?                       | ?                       | 5        | 0      | 2+          | 2+         |
| F. Simonetti   | 20                              | 1                               | 0                               | 0                               | 4              | 1              | 1              | 0              | 4                       | 1                       | ?                       | ?                       | 28       | 3      | 1+          | 0+         |
| G. Stante      | 1                               | 0                               | 0                               | 0                               | 1              | 0              | ?              | ?              | 0                       | 0                       | 0                       | 0                       | 2        | 0      | 0+          | 0+         |
| D. Surace      | 14                              | 0                               | 2                               | 2                               | 5              | 0              | 0              | 0              | 4                       | 0                       | ?                       | ?                       | 23       | 0      | 2+          | 2+         |
| A. Tallilli    | 0                               | 0                               | 0                               | 0                               | 1              | 0              | 0              | 0              | 0                       | 0                       | 0                       | 0                       | 1        | 0      | 0           | 0          |
| G. Triuzzi     | 9                               | 0                               | 0                               | 0                               | 3              | 0              | 0              | 0              | 3                       | 0                       | ?                       | ?                       | 15       | 0      | 0+          | 0+         |